# Маленькие женщины (фильм, 2019)
«Маленькие женщины» (англ. Little Women) — американский драматический фильм 2019 года режиссёра Греты Гервиг. Это седьмая полнометражная экранизация одноимённого романа Луизы Мэй Олкотт 1868 года. Фильм рассказывает о взрослении четырёх сестёр Марч, живущих в 1860-х годах в Новой Англии во времена Гражданской войны в США. В главных ролях снялись Сирша Ронан, Эмма Уотсон, Флоренс Пью, Элайза Сканлен, Тимоти Шаламе, Лора Дерн и Мерил Стрип.
Премьера фильма «Маленькие женщины» состоялась 7 декабря 2019 года в Нью-Йоркском музее современного искусства. Картина вышла в американский прокат 25 декабря 2019 года.
Фильм получил положительные отзывы от кинокритиков и собрал в прокате 216,9 млн долларов. Американский институт киноискусства и журнал Time включили его в список десяти лучших фильмов 2019 года. Фильм получил шесть номинаций на 92-й церемонии вручения премии «Оскар», в том числе «Лучший фильм», «Лучшая актриса» (Сирша Ронан), «Лучшая актриса второго плана» (Флоренс Пью) и «Лучший адаптированный сценарий». В результате фильм получил награду в номинации «Лучший дизайн костюмов».
«Маленькие женщины» также получили пять номинаций на премию BAFTA, победив в категории «Лучший дизайн костюмов», и две номинации на 77-й церемонии вручения премий «Золотой глобус».

## Сюжет
Фильм повествует о жизни семьи Марч из Конкорда. В семье растут 4 девочки: Мэг (Эмма Уотсон), Джо (Сирша Ронан), Бетси (Элайза Сканлен) и Эми (Флоренс Пью). Отец семейства на момент начала истории сражается на гражданской войне. Мать миссис Марч (Лора Дерн), энергичная и добрая женщина, в его отсутствие едва сводит концы с концами, хотя и не перестает заботиться о бедняках по соседству.
На местном балу Джо, которая чувствует себя в обществе неуютно, знакомится с внуком обеспеченного соседа, мистера Лоренса (Крис Купер). Молодой человек Тэд Лоренс "Лори" (Тимоти Шаламе) недавно вернулся из Европы и тоже чувствовал себя чужим. Между Джо и Лори завязывается дружба, а вскоре Лори знакомится и со всей веселой семейкой Марч. Лори и его репетитор Джон Брук (Джеймс Нортон) становятся частыми гостями в доме Марчей. А старый мистер Лоренс привязывается к Бетси, которая напоминает ему его покойную дочь, особенно, когда та увлеченно играет на фортепиано.
Джон Брук и Мэг влюбляются друг в друга и решают пожениться. В день свадьбы свободолюбивая и независимая Джо пытается отговорить сестру от замужества, но безуспешно. Мэг выбирает тихую семейную жизнь с Джоном. Сама же Джо не мыслит для себя такой судьбы и, когда Лори предлагает ей выйти за него замуж, она ему наотрез отказывает. После свадьбы сестры Джо уезжает в Нью-Йорк работать и попытать счастья на писательском поприще, а Эми уезжает с богатой вдовой тетей Марч (Мэрил Стрип) во Францию, чтобы развлекать своим обществом стареющую тетку и попутно изучать живопись, к которой у девочки есть способности и интерес.
Проходит несколько лет. Мэг с Джоном живут в доме семьи Марч, у них двое детей. Джон - простой учитель - едва обеспечивает семью. Мэг устала на всем экономить, но по-прежнему любит мужа и не жалеет о своем выборе.
Джо живет в Нью-Йорке, работает гувернанткой и пишет рассказы с популярными сюжетами под псевдонимом по заказу издательства. В Нью-Йорке она встречает молодого профессора Фридриха Байера (Луи Гаррель). Считая её талантливой писательницей, Фридрих тем не менее критикует рассказы, которые Джо пишет на заказ для издательства. Джо остро реагирует на критику и ссорится с ним. Фридрих хотел бы наладить отношения, но Джо внезапно получает печальную весть о болезни младшей сестры Бетси и вынуждена срочно вернуться в Конкорд.
Тем временем Эми живет с тетушкой в Париже, изучает живопись и ищет богатого жениха. Она понимает, что ни бедная Мэг, ни независимая Джо, ни болезненная Бетси не смогут обеспечивать семью и стареющих родителей, и удачное замужество - реальный шанс избавить и ее, и всю семью от финансовых проблем. И она уже встретила подходящего кандидата - богатого бизнесмена Фреда Вона (Дэш Барбер).
Но внезапно на прогулке Эми встречает Лори. Безответные чувства к другу детства вспыхивают с новой силой. Лори же увидел Эми в новом свете: она заметно повзрослела и похорошела. На одной из встреч Лори просит Эми не выходить замуж за Фреда, давая понять, что он влюблен в нее. Однако Эми не верит ему, считая, что она всего лишь утешение для отвергнутого её сестрой Лори. Она заявляет, что не желает связывать свою жизнь с человеком, не отвечающим ей взаимностью. Но и предложение Фреда она отвергает, понимая, что не любит его, и брак с ним не принесет никому счастья.
Несмотря на все старания Джо Бетси в конце концов умирает. Джо тяжело переживает ее смерть. Ощущая невыносимое одиночество, она уже жалеет, что когда-то отказала Лори. Навестить родителей после смерти сестры приезжает Эми. Вместе с ней приезжает и Лори, выясняется, что они с Эми недавно поженились. Джо ничего не остается, как поздравить их обоих.
Пытаясь справиться с горем потери, Джо начинает писать автобиографичный роман о себе и своей семье. Она работает день и ночь и вскоре посылает первые главы своему издателю. Издатель, вначале воспринявший роман скептически, изменил своё мнение, когда его собственные дети прочли первые главы романа и потребовали продолжения. Однако ему не понравилась концовка романа, где главная героиня остаётся старой девой. Тем временем в дом семьи Марч приезжает нью-йоркский знакомый Джо профессор Фридрих. Он собирается ехать в Калифорнию, где ему предложили работу. В момент прощания Джо понимает, что любит его и уговаривает его остаться. Концовку своей книги она переписывает в соответствии с новыми обстоятельствами и книга идёт в печать.
Жизнь семьи наконец-то наладилась: Мэг с мужем открыли школу в доме умершей тётушки Марч и учат там детей, Джо вышла замуж за Фридриха и издаёт свой роман, Эми счастлива с Лори, уже родила ему ребёнка.

## Актёрский состав
| Актёр          | Роль                 |
| -------------- | -------------------- |
| Сирша Ронан    | Джозефина (Джо) Марч |
| Эмма Уотсон    | Маргарет (Мег) Марч  |
| Флоренс Пью    | Эмма (Эмми) Марч     |
| Элайза Сканлен | Элизабет (Бет) Марч  |
| Лора Дерн      | «Маменька» Марч      |
| Тимоти Шаламе  | Теодор (Лори) Лоренс |
| Мерил Стрип    | тётя Марч            |
| Трейси Леттс   | мистер Дэшвуд        |
| Боб Оденкерк   | отец Марч            |

| Актёр            | Роль                  |
| ---------------- | --------------------- |
| Джеймс Нортон    | Джон Брук             |
| Луи Гаррель      | Фридрих Байер         |
| Крис Купер       | мистер Лоренс         |
| Джейн Хаудишелл  | Ханна                 |
| Рафаэль Сильва   | друг Фридриха         |
| Дэш Барбер       | Фред Вон              |
| Хэдли Робинсон   | Салли Гардинер Моффат |
| Эбби Куинн       | Энни Моффат           |
| Мэриэнн Планкетт | миссис Кёрк           |

## Производство

### Разработка
В октябре 2013 года компания Sony Pictures сообщила о намерении снять новую экранизацию книги «Маленькие женщины». В марте 2015 года продюсером фильма стала Эми Паскаль, а написание сценария было поручено Саре Полли, которая также рассматривалась в качестве потенциального режиссёра фильма. В августе 2016 года продюсеры наняли Грету Гервиг, чтобы переписать черновик Полли. В июне 2018 года на волне успеха фильма «Леди Бёрд» Гервиг была назначена режиссёром «Маленьких женщин».

### Подбор актёров
В июне 2018 года стало известно, что в фильме будут сниматься Мерил Стрип, Эмма Стоун, Сирша Ронан, Тимоти Шаламе и Флоренс Пью. В июле 2018 года к актёрскому составу присоединилась Элайза Сканлен, а в августе — Лора Дерн и Джеймс Нортон. В августе 2018 года Эмма Уотсон была выбрана в качестве замены Эммы Стоун, которая была вынуждена покинуть проект из-за необходимости участвовать в пресс-туре фильма «Фаворитка». В сентябре 2018 года к актёрскому составу присоединились Луи Гарель, Боб Оденкерк и Крис Купер. В октябре 2018 года роль в фильме получила Эбби Куинн.

### Съёмки
Основные съёмки начались 5 октября 2018 года в Бостоне, штат Массачусетс. Дополнительные места съёмок включали города Гарвард и Конкорд, Массачусетс. Дендрарий Арнольда был использован в качестве места для съёмки сцены, происходящей в парижском парке 19-го века. Съёмки были завершены 15 декабря 2018 года.

### Саундтрек
8 апреля 2019 года было объявлено о том, что музыку к фильму напишет Александр Деспла.

### Релиз
Фильм вышел в прокат в Испании, Канаде и США 25 декабря 2019 года, в Аргентине, России и Саудовской Аравии — 30 января 2020 года, в Австрии, Финляндии и Эквадоре — 31 января 2020 года.

### Маркетинг
13 декабря 2018 года Эмма Уотсон опубликовала в социальных сетях фотографию со съёмочной площадки, на которой она изображена вместе с режиссёром-постановщиком Гретой Гервиг и актёрами Сиршой Ронан, Флоренс Пью, Элайзой Сканлен и Тимоти Шаламе. Шесть дней спустя Уотсон поделилась ещё одной своей фотографией со съёмок вместе с Гервиг и Лорой Дерн. 19 июня 2019 года журнал Vanity Fair опубликовал первые промокадры из фильма. Первый официальный трейлер фильма был выпущен 13 августа 2019 года.

## Сборы
Сборы «Маленьких женщин» в мировом прокате достигли 216,9 млн $ (в США и Канаде — 108,1 млн $, в других странах — 108,8 млн $).

## Отзывы и оценки
На сайте-агрегаторе Rotten Tomatoes у фильма рейтинг 95 % на основе 418 отзывов со средней оценкой 8,60/10. На Metacritic фильм получил средневзвешенную оценку 91 из 100 на основе 57 рецензий, что указывает на «всеобщее признание».

## Награды и номинации
На 92-й церемонии вручения премий «Оскар» фильм получил шесть номинаций, в том числе «Лучший фильм», «Лучшая актриса» (Сирша Ронан), «Лучшая актриса второго плана» (Флоренс Пью) и «Лучший адаптированный сценарий», и выиграл в категории «Лучший дизайн костюмов». «Маленькие женщины» также получили пять номинаций на церемонии вручения премий «Выбор критиков», выиграв в категории «Лучший адаптированный сценарий», пять номинаций на 73-й церемонии BAFTA и две номинации на 77-й церемонии вручения премий «Золотой глобус».
| Награда                                | Дата вручения        | Категория                                                       | Номинанты и получатели    | Результат    | П.            |
| -------------------------------------- | -------------------- | --------------------------------------------------------------- | ------------------------- | ------------ | ------------- |
| «Оскар»                                | 9 февраля 2020 года  | Лучший фильм                                                    | Эми Паскаль               | Номинация    | [ 41 ]        |
| «Оскар»                                | 9 февраля 2020 года  | Лучшая актриса                                                  | Сирша Ронан               | Номинация    | [ 41 ]        |
| «Оскар»                                | 9 февраля 2020 года  | Лучшая актриса второго плана                                    | Флоренс Пью               | Номинация    | [ 41 ]        |
| «Оскар»                                | 9 февраля 2020 года  | Лучший адаптированный сценарий                                  | Грета Гервиг              | Номинация    | [ 41 ]        |
| «Оскар»                                | 9 февраля 2020 года  | Лучшая музыка к фильму                                          | Александр Деспла          | Номинация    | [ 41 ]        |
| «Оскар»                                | 9 февраля 2020 года  | Лучший дизайн костюмов                                          | Жаклин Дюрран             | Победа       | [ 41 ]        |
| «Золотой глобус»                       | 5 января 2020 года   | Лучшая женская роль — драма                                     | Сирша Ронан               | Номинация    | [ 42 ]        |
| «Золотой глобус»                       | 5 января 2020 года   | Лучшая музыка к фильму                                          | Александр Деспла          | Номинация    | [ 42 ]        |
| BAFTA                                  | 2 февраля 2020 года  | Лучшая актриса                                                  | Сирша Ронан               | Номинация    | [ 43 ]        |
| BAFTA                                  | 2 февраля 2020 года  | Лучшая актриса второго плана                                    | Флоренс Пью               | Номинация    | [ 43 ]        |
| BAFTA                                  | 2 февраля 2020 года  | Лучший адаптированный сценарий                                  | Грета Гервиг              | Номинация    | [ 43 ]        |
| BAFTA                                  | 2 февраля 2020 года  | Лучшая музыка                                                   | Александр Деспла          | Номинация    | [ 43 ]        |
| BAFTA                                  | 2 февраля 2020 года  | Лучший дизайн костюмов                                          | Жаклин Дюрран             | Победа       | [ 43 ]        |
| Общество кинокритиков Бостона          | 15 декабря 2019 года | Лучший фильм                                                    | Маленькие женщины         | Победа       | [ 44 ] [ 45 ] |
| Общество кинокритиков Бостона          | 15 декабря 2019 года | Лучший режиссёр                                                 | Грета Гервиг              | Второе место | [ 44 ] [ 45 ] |
| Общество кинокритиков Бостона          | 15 декабря 2019 года | Лучшая актриса                                                  | Сирша Ронан               | Победа       | [ 44 ] [ 45 ] |
| Общество кинокритиков Бостона          | 15 декабря 2019 года | Лучшая актриса второго плана                                    | Флоренс Пью               | Второе место | [ 44 ] [ 45 ] |
| Общество кинокритиков Бостона          | 15 декабря 2019 года | Лучший актёрский состав                                         | Маленькие женщины         | Победа       | [ 44 ] [ 45 ] |
| Общество кинокритиков Бостона          | 15 декабря 2019 года | Лучший сценарий                                                 | Грета Гервиг              | Второе место | [ 44 ] [ 45 ] |
| Общество кинокритиков Бостона          | 15 декабря 2019 года | Лучшая музыка                                                   | Александр Деспла          | Победа       | [ 44 ] [ 45 ] |
| «Выбор критиков»                       | 12 января 2020       | Лучший фильм                                                    | Маленькие женщины         | Номинация    | [ 46 ]        |
| «Выбор критиков»                       | 12 января 2020       | Лучший режиссёр                                                 | Грета Гервиг              | Номинация    | [ 46 ]        |
| «Выбор критиков»                       | 12 января 2020       | Лучшая актриса                                                  | Сирша Ронан               | Номинация    | [ 46 ]        |
| «Выбор критиков»                       | 12 января 2020       | Лучшая актриса второго плана                                    | Флоренс Пью               | Номинация    | [ 46 ]        |
| «Выбор критиков»                       | 12 января 2020       | Лучший актёрский состав                                         | Маленькие женщины         | Номинация    | [ 46 ]        |
| «Выбор критиков»                       | 12 января 2020       | Лучший адаптированный сценарий                                  | Грета Гервиг              | Победа       | [ 46 ]        |
| «Выбор критиков»                       | 12 января 2020       | Лучшая музыка                                                   | Александр Деспла          | Номинация    | [ 46 ]        |
| «Выбор критиков»                       | 12 января 2020       | Лучшая работа художника-постановщика                            | Джесс Гончор Клер Кауфман | Номинация    | [ 46 ]        |
| «Выбор критиков»                       | 12 января 2020       | Лучший дизайн костюмов                                          | Жаклин Дюрран             | Номинация    | [ 46 ]        |
| Ассоциация кинокритиков Чикаго         | 14 декабря 2019      | Лучший фильм                                                    | Маленькие женщины         | Номинация    | [ 47 ]        |
| Ассоциация кинокритиков Чикаго         | 14 декабря 2019      | Лучший режиссёр                                                 | Грета Гервиг              | Номинация    | [ 47 ]        |
| Ассоциация кинокритиков Чикаго         | 14 декабря 2019      | Лучшая актриса второго плана                                    | Флоренс Пью               | Победа       | [ 47 ]        |
| Ассоциация кинокритиков Чикаго         | 14 декабря 2019      | Лучший адаптированный сценарий                                  | Грета Гервиг              | Победа       | [ 47 ]        |
| Ассоциация кинокритиков Чикаго         | 14 декабря 2019      | Лучшая музыка                                                   | Александр Деспла          | Победа       | [ 47 ]        |
| Ассоциация кинокритиков Чикаго         | 14 декабря 2019      | Лучший монтаж                                                   | Ник Хуи                   | Номинация    | [ 47 ]        |
| Ассоциация кинокритиков Чикаго         | 14 декабря 2019      | Лучшая работа художника-постановщика                            | Джесс Гончор Клер Кауфман | Номинация    | [ 47 ]        |
| Ассоциация кинокритиков Чикаго         | 14 декабря 2019      | Лучший дизайн костюмов                                          | Жаклин Дюрран             | Победа       | [ 47 ]        |
| Общество кинокритиков Детройта         | 9 декабря 2019       | Лучшая актриса второго плана                                    | Флоренс Пью               | Номинация    | [ 48 ]        |
| Общество кинокритиков Детройта         | 9 декабря 2019       | Лучший прорыв                                                   | Флоренс Пью               | Победа       | [ 48 ]        |
| Hollywood Music in Media Awards        | 20 ноября 2019       | Лучшая музыка в художественном фильме                           | Александр Деспла          | Номинация    | [ 49 ]        |
| Премия Лондонского кружка кинокритиков | 30 января 2020       | Лучшая актриса второго плана                                    | Флоренс Пью               | Номинация    | [ 50 ]        |
| Премия Лондонского кружка кинокритиков | 30 января 2020       | Лучшая британская/ирландская актриса года                       | Сирша Ронан               | Номинация    | [ 50 ]        |
| Премия Лондонского кружка кинокритиков | 30 января 2020       | Лучшая британская/ирландская актриса года                       | Флоренс Пью               | Победа       | [ 50 ]        |
| Премия Лондонского кружка кинокритиков | 30 января 2020       | Лучшее техническое достижение года                              | Жаклин Дюрран             | Номинация    | [ 50 ]        |
| Motion Picture Sound Editors           | 19 января 2020       | Лучшее достижение в звуковом монтаже для художественного фильма | Александр Деспла          | Номинация    | [ 51 ]        |
| New York Film Critics Circle           | 7 января 2020        | Лучшая актриса второго плана                                    | Лора Дерн                 | Победа       | [ 52 ]        |